# Die Entstehung des Doktor Faustus

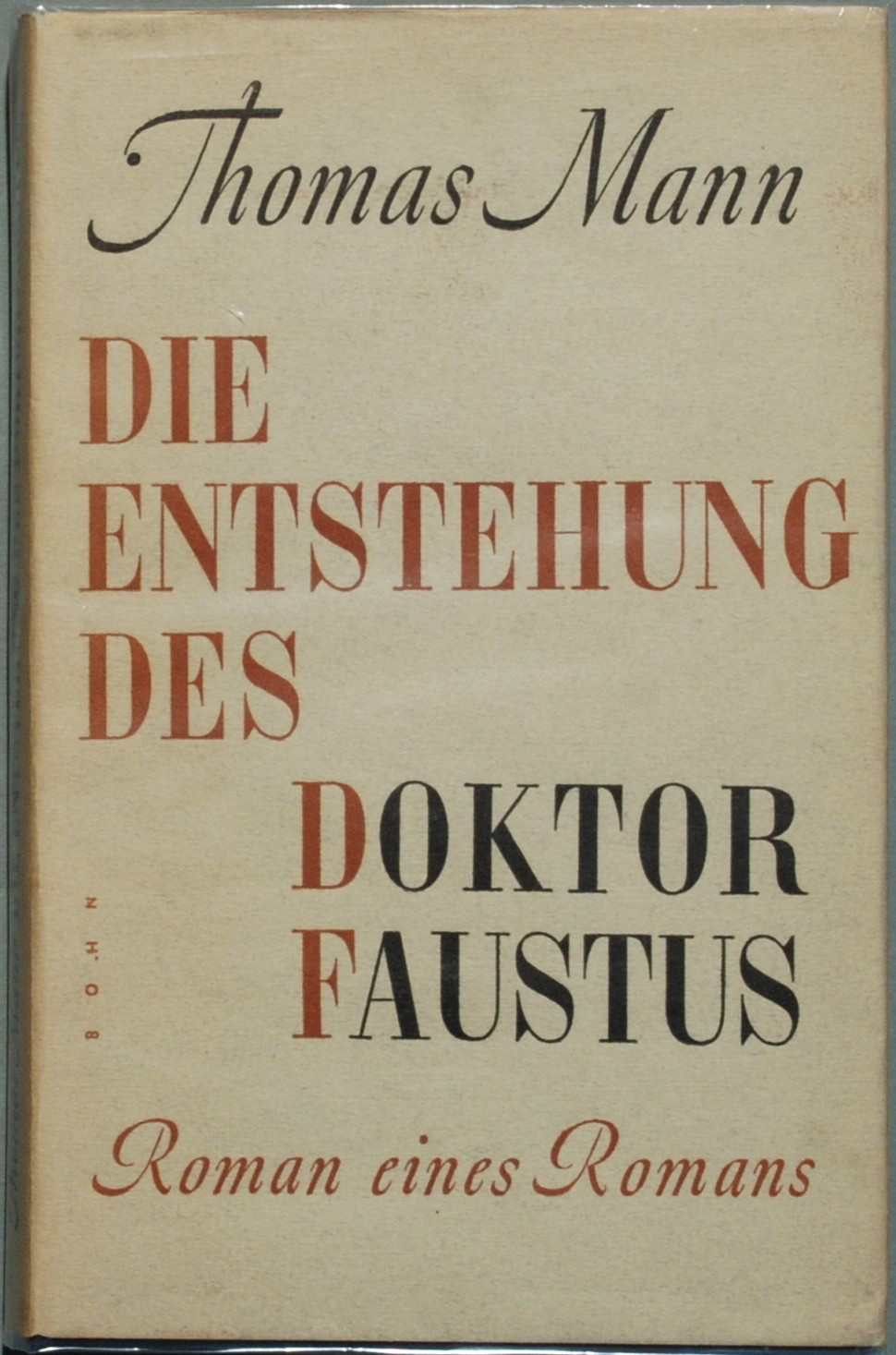
Original-Verlagsumschlag der Erstausgabe 1949

Die Entstehung des Doktor Faustus ist der Titel eines Essays von Thomas Mann, der 1949 veröffentlicht wurde. Der Text enthält Autobiographisches und wichtige Selbstkommentare zu seinem Roman Doktor Faustus. In der Schilderung der autobiographischen Bezüge greift Thomas Mann auf seine Tagebuchaufzeichnungen zurück.
Doktor Faustus ist der erste Roman Thomas Manns, der sich nicht aus einem ursprünglich kleineren Vorhaben entwickelt hat, sondern der – von Beginn der Arbeit am Manuskript an – als Roman konzipiert war. Daher – und weil es besondere Schwierigkeiten bot, nämlich als Lebensbeichte, als „Epochen-Roman“ über die Weltkriege, insbesondere über die Zeit des Nationalsozialismus, als Neugestaltung des von Goethe exemplarisch geprägten Faust-Mythos, als dichterischer Versuch, Musik mit Sprache wiederzugeben, somit als kunsttheoretisches Werk, und als (wie er annahm) letztes seiner Werke – sah Mann eine besondere Veranlassung, dieses Unternehmen vor sich und vor der Nachwelt zu rechtfertigen. Er beruft sich dabei im Motto der Entstehung auf eine Passage in Goethes Dichtung und Wahrheit, worin dieser erklärt, manche Werke bedürften im Gegensatz zu anderen, um ihnen einen „historischen Wert“ zu verschaffen, dass „man sich über ihre Entstehung mit wohlwollenden Kennern unterhält“.
So berichtet Mann über die besondere innere Leere, die in ihm nach Abschluss seiner Roman-Tetralogie Joseph und seine Brüder und ihres Nachspiels Das Gesetz entstanden sei, und darauf über die ersten Pläne, seine Vorstudien – u. a. die Lektüre der Briefe Hugo Wolfs –, die literarischen Bezüge (insbesondere zu Shakespeare) und immer wieder über die autobiographischen Umstände, insbesondere darüber, welche politischen und essayistischen Schriften die Arbeit am Roman unterbrachen.
Das Buch wurde 1949 zunächst bei Bermann-Fischer, damals noch mit Sitz in Amsterdam, und im selben Jahr in Lizenz bei dem (vom S. Fischer abgespaltenen) Suhrkamp Verlag in Frankfurt am Main veröffentlicht.

## Bibliographische Angaben
- Mann, Thomas: Die Entstehung des Doktor Faustus, Amsterdam : Bermann-Fischer Verlag, 1949, Erstausgabe.
- Mann, Thomas: Die Entstehung des Doktor Faustus, Frankfurt am Main : Suhrkamp Verlag, 1949.
- Mann, Thomas: Die Entstehung des Doktor Faustus, Frankfurt am Main : Fischer-Taschenbuch-Verlag, 1984, Ungekürzte Ausg.